# Dolmen Frisari
Le dolmen Frisari est un monument mégalithique préhistorique, datant de l'âge du bronze, entre 2300 et 1750 av. J.-C. Il se situe sur le territoire de Bisceglie, Province de Barletta-Andria-Trani dans les Pouilles.
Dans la zone de Bisceglie se trouvent deux autres monuments mégalithiques du même type : à 3 km du dolmen de Chianca, et à 2,5 km du dolmen d'Albarosa.

## Historique
Le nom Frisari dérive de la propriété du terrain où le dolmen a été découvert. Jusqu'au début du XXe siècle, le terrain appartenait au sénateur Giulio Frisari.
Le mégalithe a été découvert en 1909 par l'archéologue Michele Gervasio (it), à la même époque où se déroulaient les fouilles archéologiques des deux autres dolmens proches : le Dolmen de Chianca et le Dolmen d'Albarosa.
Au moment de sa découverte, il était à moitié détruit en raison des interventions humaines et du temps.
Dès l'origine, il apparaissait sans dalle de couverture et était délimité par trois dalles sortant du sol, l'ouverture étant orientée vers l'est. De plus, des fragments d’un fémur humain et d’une molaire ont été trouvés à l’intérieur de la chambre funéraire.
De par la taille des dalles, Gervasio a pu affirmer qu'il s'agissait du plus impressionnant de tous les dolmens des Pouilles.

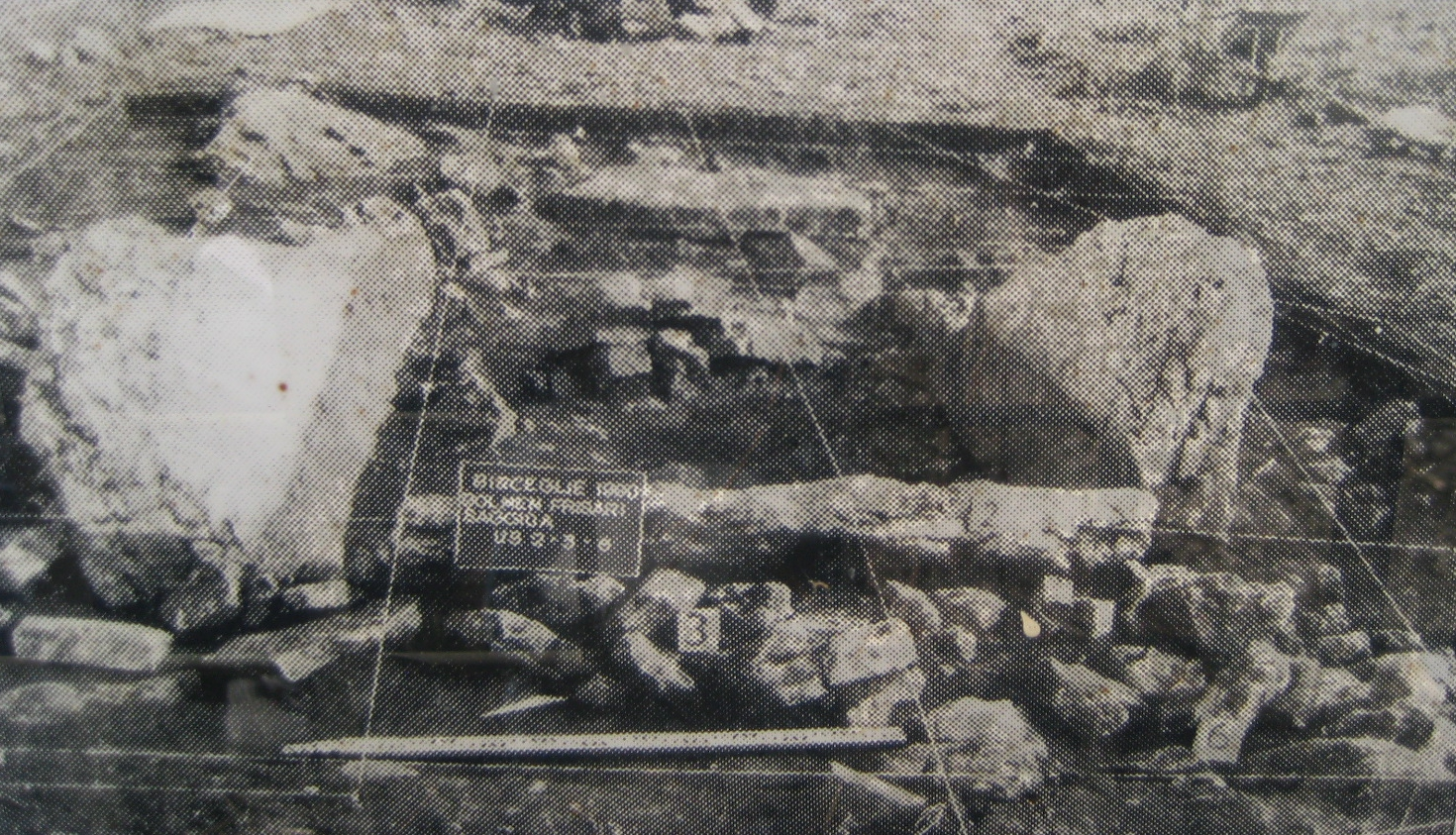
Les fouilles de 1990.

En 1990, la Surintendance Archéologique des Pouilles a lancé une nouvelle campagne de fouilles et un projet de récupération de la zone sur laquelle se trouvait le mégalithe. Au cours de la fouille, une structure en pierre meuble a été mise au jour, qui semblait être intentionnellement insérée dans la composition d'un pavage de dalles grossièrement taillées, qui, disposées selon un motif plus ou moins régulier, reposaient sur la plate-forme calcaire sous-jacente. Sur les côtés de la structure, quelques fragments de dalles calcaires éparses ont été retrouvés et appartenant probablement au couloir. À l'intérieur du couloir, on a découvert le sol en argile battue, brun rougeâtre, sur lequel devaient reposer les dépositions humaines et les objets funéraires. Ceci est démontré par les restes osseux et les objets trouvés, parmi lesquels la partie arrière d'un crâne adulte, une petite coupe et un bol caréné, ce dernier datant entre les XVIe et XVe siècles av. J.-C.

## Description

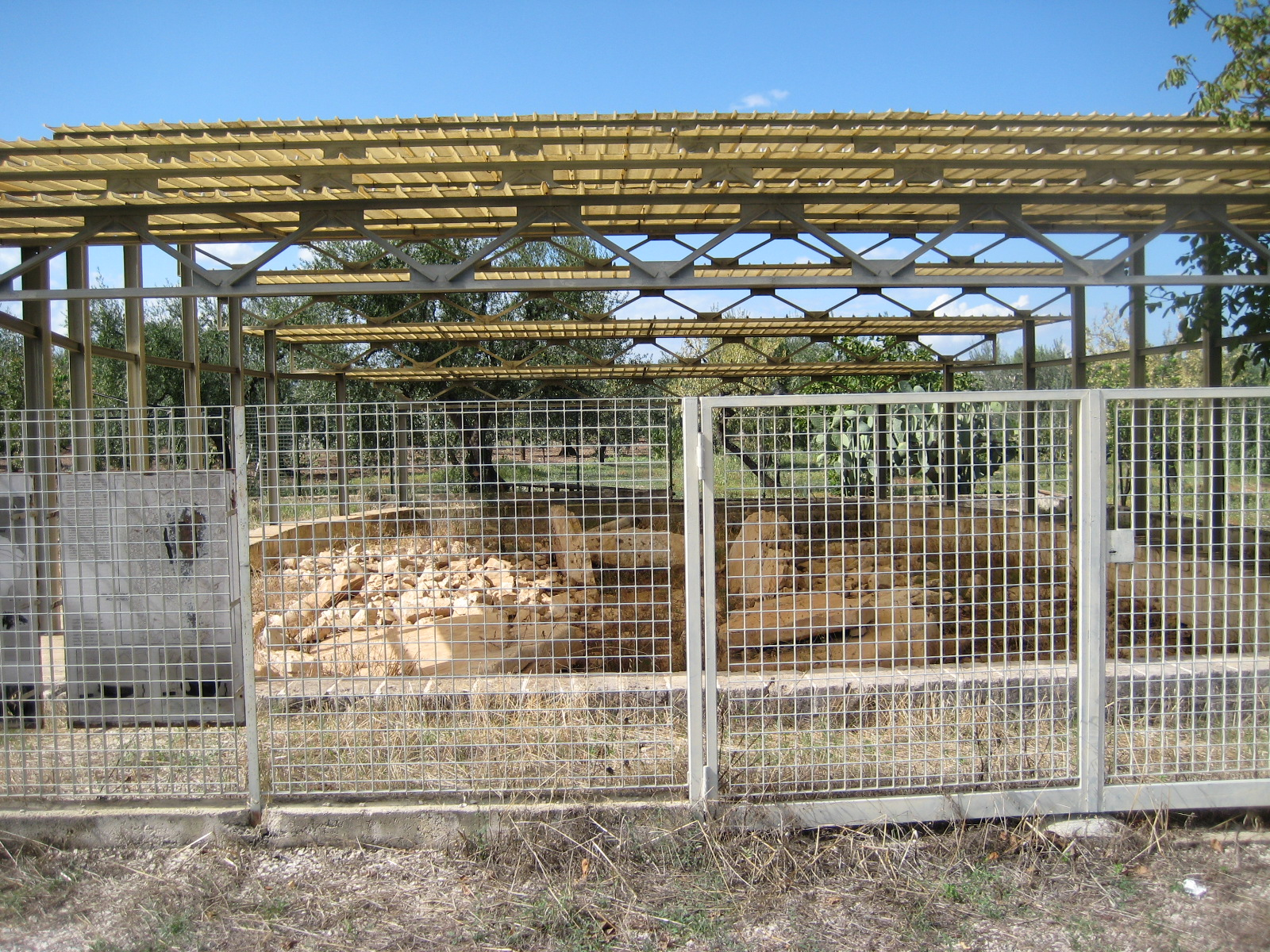
Chantier de fouilles.

Le dolmen, de type tunnel d'orientation est-ouest, était composé d'une cellule d'environ 2 m de large qui se développait sur une longueur d'environ3,65 m.
Le tumulus avait un plan elliptique avec un développement maximum d'environ 8 m sur l'axe nord-sud.
À la lumière des comparaisons faites avec d'autres mégalithes présents dans le nord de Bari, le dolmen Frisari doit être considéré comme similaire au dolmen de Chianca, bien que la chambre funéraire soit légèrement plus étroite.

## Galerie

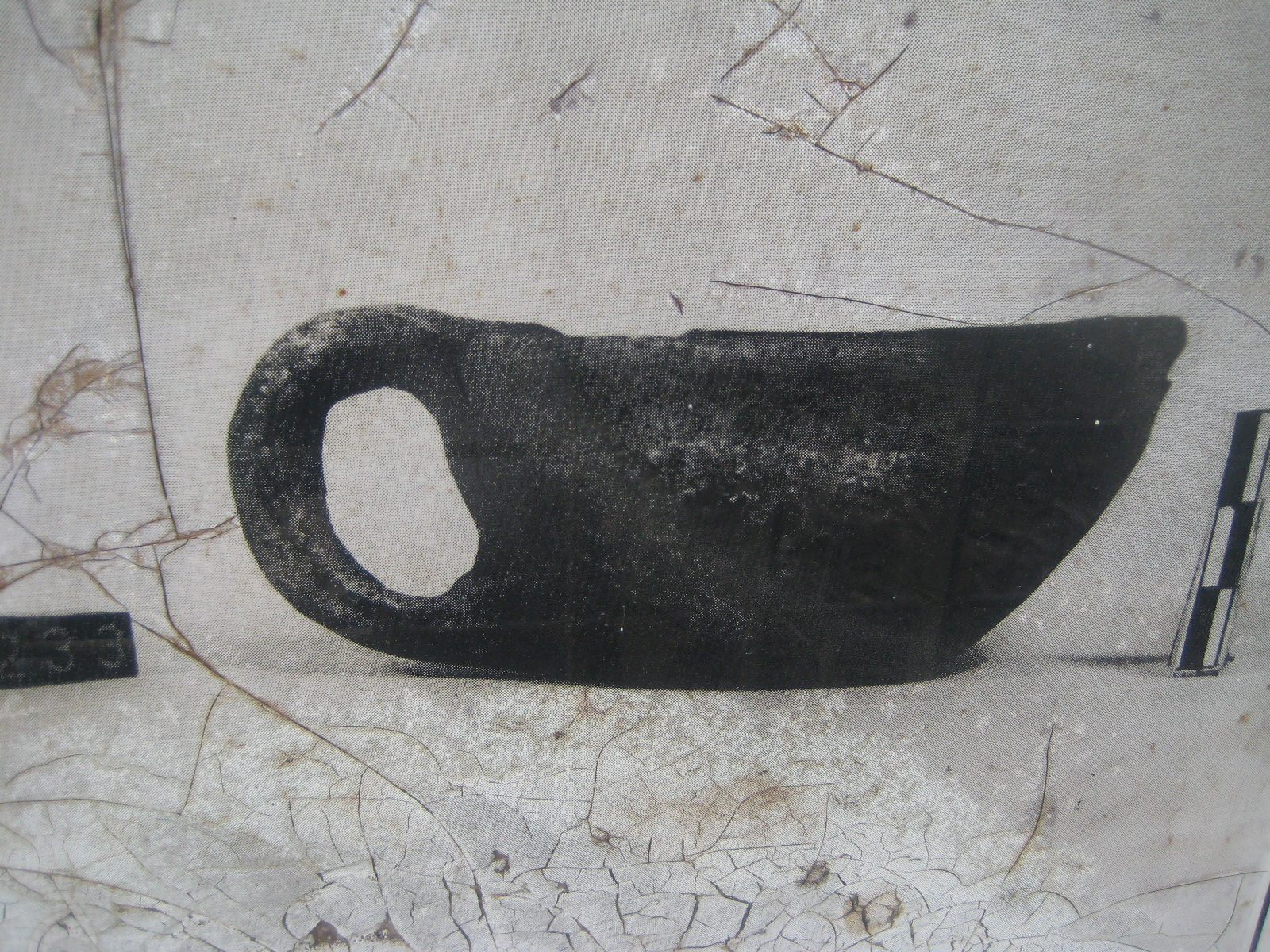
Tasse des fouilles de 1990.
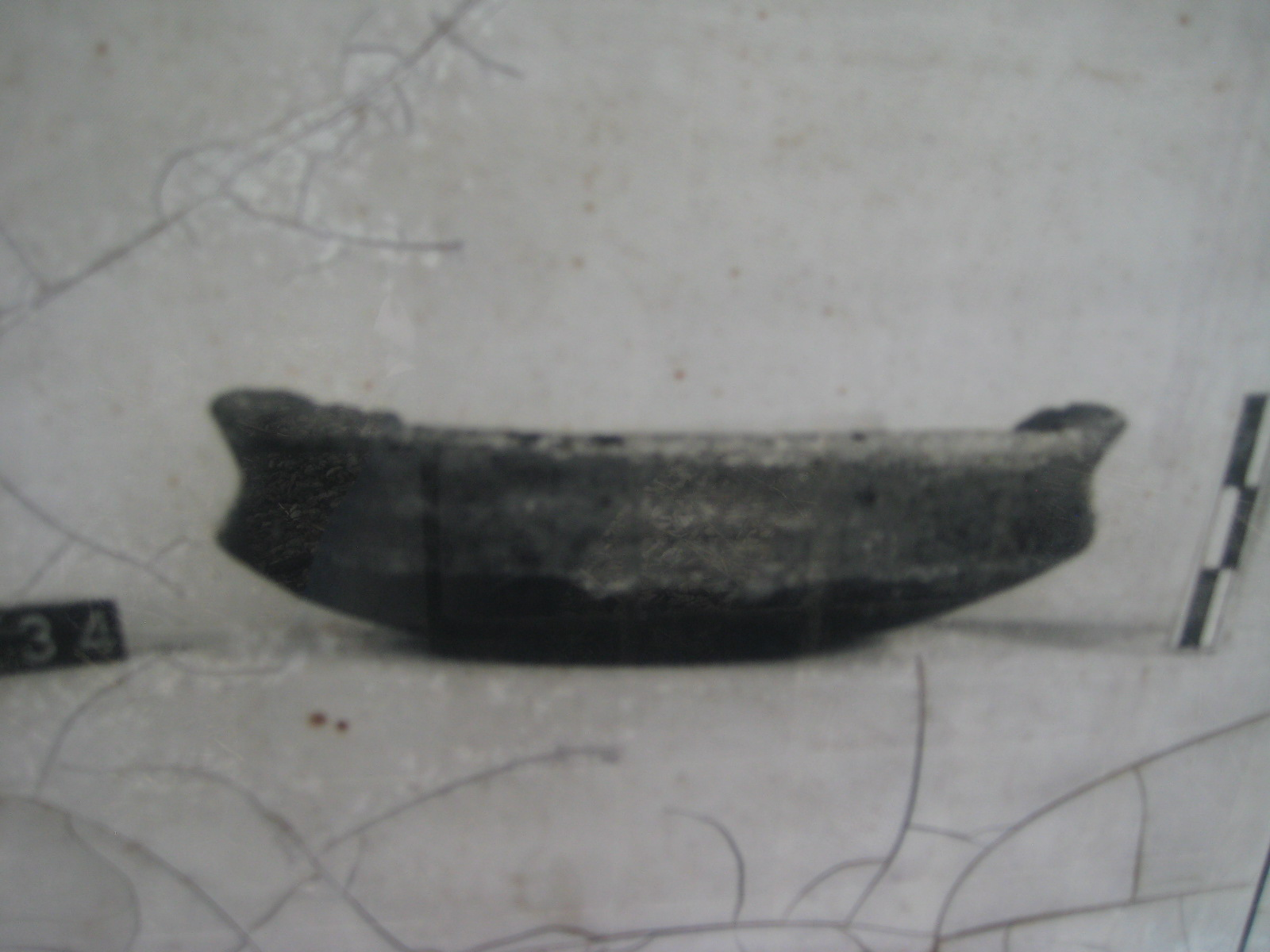
Bol des fouilles de 1990.